# جائزة أستراليا الكبرى
جائزة أستراليا الكبرى هو سباق للسيارات يقام سنويا وقمة سباقات السيارات في أستراليا. وهو أقدم منافسة لسباق السيارات في أستراليا بعد أن جرى 75 مرة منذ السباق الذي جرى في جزيرة فيليب في 1928. منذ 1985 اعتبر السباق ضمن إحدى جولات بطولة العالم لسباقات الفورمولا واحد التي ينظمها الاتحاد الدولي للسيارات. ويقام حالياً في حلبة سباق الجائزة الكبرى في ملبورن في ألبرت بارك في ملبورن. وقبل إدراجه في بطولة العالم، نظم السباق في عدد من الأماكن المختلفة وعبر ولايات أستراليا. وكان محور سلسلة تاسمان بين عامي 1964 و1972 وجولة من بطولة السائقين الأسترالية في مناسبات عديدة بين عامي 1957 و1983. وأصبحت جزءا من بطولة العالم للفورمولا واحد في عام 1985 وأقيم في حلبة اديليد في أديليد جنوب أستراليا بدءا من ذلك العام إلى 1995 قبل أن ينتقل إلى ملبورن في 1996.
يعتبر السائق الأسترالي ليكس دافيسون والألماني مايكل شوماخر أنجح السائقين في تاريخ الحدث على مدار 83 سنة بأربعة انتصارات لكل منهما، فيما يعتبر فريق ماكلارين أنجح الصانعين بعدد 11 انتصاراً.

## وصلات خارجية
- الموقع الرسمي لجائزة أستراليا الكبرى
- احصائيات جائزة أستراليا الكبرى
- معلومات الجائزة في بطولة الفورمولا واحد